# سعاد غرودا
سعاد غرودا (بالسويدية: Suad Gruda)‏ هو لاعب كرة قدم سويدي في مركز الوسط، ولد في 27 يوليو 1991 في مقدونيا في الدولة العثمانية. شارك مع منتخب الجبل الأسود تحت 21 سنة لكرة القدم. أما مع النوادي، فقد لعب مع غيفلي.

## وصلات خارجية
- سعاد غرودا على موقع الاتحاد الأوربي (الإنجليزية)
- سعاد غرودا على موقع اتحاد السويد (السويدية)
- سعاد غرودا على موقع قاعدة بيانات كرة القدم.إي يو (الإنجليزية)